# Centrocerum
Centrocerum is een kevergeslacht uit de familie van de boktorren (Cerambycidae). De wetenschappelijke naam van het geslacht werd voor het eerst geldig gepubliceerd in 1861 door Chevrolat.

## Soorten
Centrocerum omvat de volgende soorten:
- Centrocerum divisum Martins & Monné, 1975
- Centrocerum elegans (Chevrolat, 1861)
- Centrocerum exornatum (Newman, 1841)
- Centrocerum hirsuticeps Bosq, 1952
- Centrocerum richteri Bruch, 1911